# On Dumpster Diving
On Dumpster Diving (Sobre como Catar Lixo) é um ensaio do escritor norte-americano Lars Eighner, publicado em 1994 no livro Travels with Elizbeth.
O sucesso de On Dumpster Diving tem origem não só na sua temática pouco comum, mas também na maestria estilística com que o ensaio é escrito. O texto, narrado por um sem-teto, teve tamanha repercussão que cerca de 10 anos após sua publicação passou a ser ensinado em várias universidades norte-americanas.

## Fatos
O autor propõe-se contar sobre suas experiências reais como scavenger (um termo inglês para catador de lixo) nas cidades de Austin e Los Angeles. Os detalhes beiram o cômico pela sua realidade: Eighner dá uma lista extensa de dicas sobre como catar comida, remédios, álcool, drogas, pornografia, bens de consumo em geral, como se livrar de formigas no lixo, melhores horários para procurar lixo, ética de catadores de lixo, etc.

## Pastiche
O texto, como um todo, funciona como um sátira de convenções; o próprio título On Dumpster Diving (um uso bastante formal, não utilizado em inglês coloquial, que seria mais: About Dumpster Diving) sugere um tom quase acadêmico para um assunto tão trivial como este. Sua própria descrição das técnicas é feita em tom científico, criando um efeito de humor:
| “ | Except for carbonated beverages, all canned goods should contain a slight vacuum and suck air when first punctured. Bulging, rusty, and dented cans and cans that spew when punctured should be avoided, especially when the contents are not very acidic or syrupy.(Exceto em bebidas gasosas, todos os bens enlatados devem conter um pouco de vácuo e sugar ar quando são abertos pela primeira vez. Latas danificadas, enferrujadas e amassadas, ou latas que espirram quando se abrem devem ser evitadas, especialmente quando os seu conteúdos não forem muito ácidos ou melosos) | ” |
|   | — Lars Eighner, On Dumpster Diving, p. 24. |   |

## Crítica sociale psicologia do ato deconsumo
Talvez este seja o ponto mais forte do texto. Satirizando as convenções, o texto chega a uma conclusão pouco esperada:
| “ | The wealthy - I feel sorry for them (Os ricos - sinto pena deles) | ” |
|   | — Lars Eighner, On Dumpster Diving.                               |   |

.
O motivo de tal afirmação é detalhadamente desenvolvido durante a descrição das técnicas de catar lixo. Sua escolha por morar nas ruas e abandonar a vida de "40 horas de trabalho por semana" é ideológica e não forçada. Para além disso, o autor decide trocar a convivência com humanos num meio social convencional pela companhia de uma cadela de nome Elizabeth.
| “ | Most divers come to realize that they must restrict themselves to items of relatively immediate utility (A maioria dos catadores de lixo acabam por perceber que se devem restringir a apanhar apenas os bens utilidade relativamente imediata) | ” |
|   | — Lars Eighner, On Dumpster Diving, p.27. |   |

Eighner faz uma crítica forte à psicologia de consumo (embora uma crítica a partir de um posicionamento distanciado e satírico), baseada na acumulação desenfreada de bens, que pode atingir tanto os catadores de lixo como os multimilionários. As pessoas têm, em geral, uma "obsessão por colecionar tralhas", como diz o narrador. Sua escolha por viver como sem-teto o levou a aprender o significado disso para sua vida, o que ele considera uma das coisas mais válidas que aprendeu.
| “ | Once I was the sort of person who invests objects with sentimental value. Now I no longer have those objects, but I have the sentiments yet (Já fui o tipo de pessoa que atribui valor sentimental aos objectos. Agora que já não tenho mais os objetos, ainda fiquei com os sentimentos) | ” |
|   | — Lars Eighner, On Dumpster Diving, p.31.. |   |

Optando por esse novo estilo de vida, ele se torna apto a aprender como reconquistar seus sentimentos e sua humanidade em uma sociedade na qual as pessoas vivem um eterno ciclo de consumo que, paradoxalmente, se constitui como um processo viciado, onde as necessidades nunca se saciam pelo que se consome. 
O conceito criticado remete para teorias sócio-econômicas e psicológicas sobre o capitalismo tardio desenvolvidas por George Bataille e Jean Baudrillard. Baudrillard inverte o modelo da economia tradicional de Max Weber em que um produto é criado a fim de saciar uma necessidade material da sociedade; ao invés disso, no capitalismo tardio, em função da multiplicidade de mercados e sua conseqüente concorrência desenfreada, o ato produtivo perde seu sentido, de forma que produtos são criados, e sua exposição (via publicidade) cria a necessidade no consumidor. Segundo o pensamento marxista, essa vontade é falsa; o indivíduo que é regido por tais desejos perde contato com sua própria força de vontade e, como afirma Eighner, com sua humanidade.

## Ligações Externas
- Página Oficial
- Página Pessoal no MySpace.com